# Грабске
Грабске (словац. Hrabské) — село и одноимённая община в районе Бардеёв Прешовского края Словакии. В письменных источниках начинает упоминаться с 1351 года.

## География
Село расположено в северной части края, вблизи государственной границы с Польшей, к северу от автодороги 77. Абсолютная высота — 466 метров над уровнем моря. Площадь муниципалитета составляет 10,91 км².

## Население
| Год:                | 1994 | 2004    | 2014     | 2024    |
| ------------------- | ---- | ------- | -------- | ------- |
| Количество человек: | 524  | 545     | 608      | 664     |
| Разница:            |      | +4,00 % | +11,55 % | +9,21 % |

По данным последней официальной переписи 2011 года, численность населения Грабске составляла 600 человек.